# Craniophora adelphica
Craniophora adelphica là một loài bướm đêm trong họ Noctuidae.